# قائمة الوزيرات التونسيات
تحتوي هذه المقالة على قائمة الوزيرات التونسيات، وذلك حسب الحكومة، ومنذ السنوات 1980.

## سنة أول وصول لمختلف المناصب الوزارية
| السنة | الوزيرة          | الوزارة         |
| ----- | ---------------- | --------------- |
| 1983  | فتحية مزالي      | المرأة والأسرة  |
| 1984  | سعاد اليعقوبي    | الصحة           |
| 1999  | فائزة الكافي     | البيئة          |
| 2001  | فائزة الكافي     | التكوين المهني  |
| 2001  | نزيهة زروق       | التشغيل         |
| 2004  | سميرة خياش       | التجهيز         |
| 2011  | مفيدة التلاتلي   | الثقافة         |
| 2014  | نجلاء حروش       | التجارة         |
| 2014  | آمال كربول       | السياحة         |
| 2016  | لمياء الزريبي    | المالية         |
| 2016  | ماجدولين الشارني | الشباب والرياضة |
| 2016  | هالة شيخ روحو    | الطاقة والمناجم |
| 2020  | ثريا الجريبي     | العدل           |

## حكومات المزالي وصفر
- فتحية مزالي (1927- )، وزيرة المرأة والأسرة بين 1983 و1986.
- سعاد اليعقوبي (1938- )، وزيرة الصحة العمومية بين 1984 و1988.

## حكومات البكوش والقروي
- نزيهة قدانة (1949- )، كاتبة دولة مكلفة بالتنمية الاجتماعية بين 1987 و1992 وكاتبة دولة مكلفة بالمرأة والأسرة بين 1992 و1995.
- نزيهة مزهود، كاتبة دولة مكلفة بالتنمية الاجتماعية بين 1992 و1993 ووزيرة المرأة والأسرة بين 1993 و1995.
- نزيهة زروق (1946- )، وزيرة المرأة والأسرة بين 1995 و1999.

## حكومة الغنوشي الأولى
- نزيهة زروق (1946- )، وزيرة المرأة والأسرة بين 1999 و2001 ووزيرة التشغيل والتكوين المهني بين 2001 و2002.
- فائزة الكافي (1949- )، وزيرة البيئة والتخطيط الإقليمي بين 1999 و2001 ووزيرة التكوين المهني والادارة العامة في 2001.
- سميرة خياش (1953- )، كاتبة دولة لدى وزير التجهيز مكلفة بالإسكان بين 1999 و2004 ووزيرة التجهيز والاسكان والتهيئة الترابية بين 2004 و2008.
- نزيهة بن يدر، وزيرة المرأة والأسرة والطفولة بين 2001 و2004.
- نزيهة الشيخ (1945)، كاتبة الدولة مكلفة بالصحة بين 2001 و2011.
- نجاح بالخيرية القروي، كاتبة الدولة مكلفة بالشؤون الاجتماعية بين 2001 و2004 وكاتبة الدولة لدى وزير الشؤون الاجتماعية والتعاون التونسيين بالخارج مكلفة بالنهوض الاجتماعي بين 2004 و2011.
- سعيدة الشتيوي، كاتبة الدولة لدى وزير الشؤون الخارجية مكلفة بالشؤون الآسيوية والأمريكية بين 2002 و2011.
- سلوى العياشي اللبان (1956- )، كاتبة دولة مكلفة بالمرأة والأسرة والطفولة بين 2002 و2003 ووزيرة المرأة والأسرة والطفولة والمسنين بين 2004 و2007.
- شادلية بوكشينة، كاتبة دولة لدى وزيرة المرأة والأسرة والطفولة والمسنين بين 2002 و2003.
- سارة كانون الجراية (1948- )، كاتبة دولة لدى وزيرة المرأة والأسرة والطفولة والمسنين مكلفة بالطفولة والمسنين بين 2004 و2007 ووزيرة المرأة والأسرة والطفولة والمسنين بين 2007 و2010.
- خديجة الغرياني (1956- )، كاتبة دولة لدى وزير تكنولوجيات الاتصال مكلفة بالإعلامية والانترنت والبرمجيات الحرة بين 2004 و2008.
- نجوى الميلادي (1953- )، كاتبة دولة لدى وزير الصحة مكلفة بالمستشفيات بين 2007 و2011.
- سلوى التارزي بن عطية (1951- )، كاتبة دولة لفي وزيرة المرأة والأسرة والطفولة والمسنين مكلفة بالطفولة والمسنين بين 2007 و2011.
- لمياء الشفاي الصغير (1968- )، كاتبة دولة لدى وزير تكنولوجيات الاتصال مكلفة بالإعلامية والانترنت والبرمجيات الحرة بين 2004 و2008.
- بابية الشيحي (1952- )، وزيرة المرأة والأسرة والطفولة والمسنين بين 2010 و2011.

حكومات الغنوشي الثانية والسبس
- مفيدة التلاتلي- )، وزيرة الثقافة بين 1بيبة الزاهي بن رمضان )، وزيرة الصحة العمومية بين يناير]] و1 يوليو ].
- فوزية الشرفي، كاتبة دولة لدى وزير التعليم العالي بين 17 يناير و2 مارس
- [[ليليا العب، وزيرون المرأة بي 17 يناير و24 ديسمبر ].مرييزوني (1958- )، كاتبة دولة لدطوزير الشباب والرياضة مكلفة بالرياضة بين 1 يوليو و24 ديسمبر .

## حكومات الجبالي والعريض
- مامية البنا (1966- )، وزيرة البيئة بين 2011 و2013.
- سهام بادي (1967- )، وزيرة شؤون المرأة بين 2011 و2014.
- شهيدة بن فرج بوراوي (1960- )، كاتبة دولة مكلفة بالإسكان بين 2011 و2014.
- ليلى بحرية، كاتبة دولة مكلفة بالشؤون الأفريقية والعربية بين 2013 و2014.

## حكومة المهدي جمعة
- نجلاء حروش (1963- )، وزيرة التجارة والصناعات التقليدية بين 2014 و2015.
- آمال كربول (1973- )، وزيرة السياحة بين 2014 و2015.
- نائلة شعبان (1961- )، كاتبة دولة مكلفة بشؤون المرأة والأسرة والطفولة بين 2014 و2015.

## حكومة الحبيب الصيد
- لطيفة لخضر (1956- )، وزيرة الثقافة والمحافظة على التراث بين 2015 و2016.
- سميرة مرعي (1963- )، وزيرة شؤون المرأة والأسرة والطفولة بين 2015 و2016.
- سلمى اللومي الرقيق (1956- )، وزيرة السياحة والصناعات التقليدية بين 2015 و2016.
- بثينة بن يغلان (1966- )، كاتبة دولة لدى وزير المالية بين 2015 و2016.
- لمياء الزريبي (1961- )، كاتبة دولة لدى وزير التنمية والاستثمار والتعاون الدولي بين 2015 و2016.
- آمال عزوز (1963- )، كاتبة دولة مكلفة بالتعاون الدولي بين 2015 و2016.
- ماجدولين الشارني (1981- )، كاتبة دولة مكلفة بملف شهداء وجرحى الثورة بين 2015 و2016.
- آمال النفطي (1956- )، كاتبة دولة لدى وزير الفلاحة والموارد المائية والصيد البحري مكلفة بالإنتاج الفلاحي بين 2015 و2016.
- سنية مبارك (1969- )، وزيرة الثقافة في 2016.

## حكومة يوسف الشاهد
- سميرة مرعي (1963-): وزيرة الصحة بين 2016 و2017.
- لمياء الزريبي (1961-): وزيرة المالية بين 2016 و2017.
- هالة شيخ روحو (1972-): وزيرة الطاقة والمناجم والطاقات المتجددة بين 2016 و2017.
- سلمى اللومي الرقيق (1956-): وزيرة السياحة والصناعات التقليدية بين 2016 و2018.
- ماجدولين الشارني (1981-): وزيرة شؤون الشباب والرياضة بين 2016 و2018.
- نزيهة العبيدي : وزيرة المرأة والأسرة والطفولة بين 2016 و2020.
- سيدة الونيسي (1987-):
  - كاتبة دولة مكلفة بالتكوين المهني والمبادرة الخاصة بين 2016 و2018.
  - وزيرة التشغيل والتكوين المهني بين 2018 و2019.
- سنية بالشيخ (1968-):
  - كاتبة دولة لدى وزير الصحة بين 2017 و2018.
  - وزيرة الصحة بين 2018 و2020.
  - وزيرة الشباب والرياضة (بالنيابة) بين 2019 و2020.
- فاتن القلال (1980-): كاتبة دولة مكلفة بالشباب بين 2016 و2017.
- سارة رجب (1959-): كاتبة دولة لدى وزير النقل بين 2017 و2018.
- بسمة الجبالي (1975-): كاتبة دولة لدى وزير الشؤون المحلية والبيئة بين 2018 و2020.

## حكومة إلياس الفخفاخ
- ثريا الجريبي: وزيرة العدل منذ 2020.
- أسماء السحيري: وزيرة المرأة والأسرة والطفولة وكبار السن منذ 2020.
- شيراز العتيري: وزيرة الشؤون الثقافية منذ 2020.
- لبنى الجريبي: وزيرة معتمدة لدى رئيس الحكومة مكلفة بالمشاريع الوطنية الكبرى منذ 2020.
- سلمى النيفر: كاتبة دولة لدى وزير الشؤون الخارجية منذ 2020.
- عاقصة بحري: كاتبة دولة لدى وزير الفلاحة والصيد البحري والموارد المائية مكلفة بالموارد المائية منذ 2020.

## مقالات ذات صلة
- حقوق المرأة في تونس
- مجلة الأحوال الشخصية

## روابط خارجية
- (بالإنجليزية) قائمة الوزيرات التونسيات على موقع Worldwide Guide to Women in Leadership.